# Pont-de-l’Arche
Pont-de-l’Arche település Franciaországban, Eure megyében. Lakosainak száma 4130 fő (2022. január 1.). Pont-de-l’Arche Alizay, Criquebeuf-sur-Seine, Les Damps, Igoville, Léry, Sotteville-sous-le-Val és Terres de Bord községekkel határos.

## Népesség
A település népességének változása:
| Lakosok száma | 2737 | 2456 | 3022 | 3898 | 4188 | 4166 | 4143 | 4146 | 4139 | 4130 |
|               | 1968 | 1982 | 1990 | 2006 | 2013 | 2015 | 2017 | 2019 | 2020 | 2022 |